# Antrodia eutelea
Antrodia eutelea är en svampart som först beskrevs av Har. & Pat., och fick sitt nu gällande namn av Leif Ryvarden 1983. Antrodia eutelea ingår i släktet Antrodia och familjen Fomitopsidaceae.   Inga underarter finns listade i Catalogue of Life.